# Karl-Helge Hupka
Karl-Helge Hupka (* 1949 in Göttingen) ist ein deutscher Jurist und Richter außer Dienst. Er war von 2009 bis 2015 Präsident des Oberlandesgerichtes Braunschweig.

## Leben
Hupka studierte von 1968 bis 1973 Rechtswissenschaften an der Eberhard Karls Universität Tübingen. Er legte dort 1973 die Erste Prüfung und 1976 die Zweite Staatsprüfung in Stuttgart ab.
Nach beiden Staatsexamina trat Hupka 1976 als Richter auf Probe im Bezirk des Oberlandesgerichtes Stuttgart ein. Er wurde 1979 Richter am Landgericht Stuttgart. Es folgte von 1979 bis 1981 eine Abordnung als Referent an das Bundesministerium der Justiz in Bonn. Im Anschluss folgte 1981 zunächst eine Abordnung und später eine Ernennung zum Oberregierungsrat als Dozent im Fachbereich Polizei der Niedersächsischen Fachhochschule für Verwaltung und Rechtspflege in Hildesheim.
Hupka kehrte 1982 als Richter am Landgericht Hildesheim in die Gerichtsbarkeit zurück, woran sich nach einiger Zeit eine Abordnung von 1989 bis 1990 an das Oberlandesgericht Celle anschloss. Im Jahr 1990 stieg er zum Direktor des Amtsgerichtes Gifhorn und 2000 zum Präsidenten des Landgerichtes Hildesheim auf. Des Weiteren war er ab 1990 durchgängig Mitglied des Landesjustizprüfungsamtes und wurde Oktober 2012 von der Stiftung Universität Hildesheim zum Honorarprofessor berufen.
Von 2009 bis 2015 war er Präsident des Oberlandesgerichtes Braunschweig. Sein Nachfolger wurde Staatssekretär Wolfgang Scheibel. Außerdem war Hupka von 2012 bis 2015 Präsident das Landesjustizprüfungsamtes. 
Hupka ist verheiratet und hat zwei Kinder. Im Jahr 2015 trat er in den Ruhestand ein. 